# Langdysse von Kardyb
Der Langdysse von Kardyb (auch Kardybdysse oder Kobberup genannt) ist mit 185 m der längste Dolmen Dänemarks. Er ist über 2,0 m hoch, 17,0 m breit und nach dem Bauernhof Kardyb benannt. Er liegt zwischen Kobberup und Tastum bei Viborg in Jütland in Dänemark.
Der teilweise gestörte Langdysse gehört zu den zwischen 3500 und 2800 v. Chr. erbauten Megalithanlagen der mittleren Jungsteinzeit, die von den Leuten der Trichterbecherkultur (TBK) errichtet wurden.
Der Hügel war nicht von Anfang an 185,0 m lang. Neue Grabkammer wurden hinzugefügt und der Hügel verlängert. Es gibt einzelne große Steine am Rande des Hügels, die die Überreste seiner Randsteinkette sind.
In der Nähe wurden die Feuersteinbeile von Kobberup gefunden.